# Europamästerskapen i kortbanesimning 2015
Europamästerskapen i kortbanesimning 2015 var de 22:a europamästerskapen i kortbanesimning, och hölls i Netanya, Israel från den 2 december till den 6 december 2015. Officiellt från arrangörshåll var mästerskapen de 18:e i ordningen, vilket förklaras av att de fyra första tävlingsåren gick under namnet "Sprint", där man tävlade endast på 50 och 100 meter.
Mästerskapens mest framgångsrika simmare var Katinka Hosszú från Ungern som vann sju medaljer, varav sex guld. Ungern var också bästa nation med totalt 11 guldmedaljer. 

## Deltagande nationer
500 simmare från 48 nationer deltog i mästerskapen. De enda medlemmarna i LEN som inte fanns representerade var Gibraltar, Monaco, Montenegro och San Marino.
| - Albanien - Andorra - Armenien - Azerbajdzjan - Belgien - Bosnien och Hercegovina - Bulgarien - Cypern - Danmark - Estland - Finland - Frankrike | - Färöarna - Georgien - Grekland - Irland - Island - Israel - Italien - Kosovo - Kroatien - Lettland - Liechtenstein - Litauen | - Luxemburg - Makedonien - Malta - Moldavien - Nederländerna - Norge - Polen - Portugal - Rumänien - Ryssland - Serbien - Schweiz | - Slovakien - Slovenien - Spanien - Storbritannien - Sverige - Tjeckien - Turkiet - Tyskland - Ukraina - Ungern - Vitryssland - Österrike |

## Kalender
Tävlingsdagarna var indelade i förmiddagspass med försöksheat och kvällspass med semifinaler och finaler.
| ½ | Semifinaler | F | Final |

| Datum → Gren ↓  | Ons 2 | Ons 2 | Tor 3 | Tor 3 | Fre 4 | Fre 4 | Lör 5 | Lör 5 | Sön 6 | Sön 6 |
| --------------- | ----- | ----- | ----- | ----- | ----- | ----- | ----- | ----- | ----- | ----- |
| 50 m frisim     |       |       |       |       | ½     | F     |       |       |       |       |
| 100 m frisim    |       |       |       |       |       |       | ½     | ½     | F     | F     |
| 200 m frisim    |       |       | F     | F     |       |       |       |       |       |       |
| 400 m frisim    | F     | F     |       |       |       |       |       |       |       |       |
| 1 500 m frisim  |       |       |       |       | F     | F     |       |       |       |       |
| 50 m ryggsim    |       |       |       |       |       |       |       |       | ½     | F     |
| 100 m ryggsim   |       |       | ½     | ½     | F     | F     |       |       |       |       |
| 200 m ryggsim   | F     | F     |       |       |       |       |       |       |       |       |
| 50 m bröstsim   | ½     | F     |       |       |       |       |       |       |       |       |
| 100 m bröstsim  |       |       |       |       | ½     | ½     | F     | F     |       |       |
| 200 m bröstsim  |       |       | F     | F     |       |       |       |       |       |       |
| 50 m fjärilsim  |       |       |       |       |       |       | ½     | F     |       |       |
| 100 m fjärilsim | ½     | ½     | F     | F     |       |       |       |       |       |       |
| 200 m fjärilsim |       |       |       |       |       |       |       |       | F     | F     |
| 100 m medley    |       |       |       |       |       |       | ½     | ½     | F     | F     |
| 200 m medley    |       |       |       |       | F     | F     |       |       |       |       |
| 400 m medley    |       |       | F     | F     |       |       |       |       |       |       |
| 4×50 m frisim   | F     | F     |       |       |       |       |       |       |       |       |
| 4×50 m medley   |       |       |       |       |       |       |       |       | F     | F     |

| Datum → Gren ↓  | Ons 2 | Ons 2 | Tor 3 | Tor 3 | Fre 4 | Fre 4 | Lör 5 | Lör 5 | Sön 6 | Sön 6 |
| --------------- | ----- | ----- | ----- | ----- | ----- | ----- | ----- | ----- | ----- | ----- |
| 50 m frisim     |       |       |       |       |       |       |       |       | ½     | F     |
| 100 m frisim    |       |       | ½     | ½     | F     | F     |       |       |       |       |
| 200 m frisim    |       |       |       |       |       |       | F     | F     |       |       |
| 400 m frisim    |       |       |       |       |       |       |       |       | F     | F     |
| 800 m frisim    |       |       | F     | F     |       |       |       |       |       |       |
| 50 m ryggsim    |       |       |       |       |       |       | ½     | F     |       |       |
| 100 m ryggsim   | ½     | ½     | F     | F     |       |       |       |       |       |       |
| 200 m ryggsim   |       |       |       |       | F     | F     |       |       |       |       |
| 50 m bröstsim   | ½     | F     |       |       |       |       |       |       |       |       |
| 100 m bröstsim  |       |       |       |       | ½     | ½     | F     | F     |       |       |
| 200 m bröstsim  |       |       |       |       |       |       |       |       | F     | F     |
| 50 m fjärilsim  |       |       | ½     | F     |       |       |       |       |       |       |
| 100 m fjärilsim |       |       |       |       |       |       | ½     | ½     | F     | F     |
| 200 m fjärilsim |       |       |       |       | F     | F     |       |       |       |       |
| 100 m medley    |       |       | ½     | ½     | F     | F     |       |       |       |       |
| 200 m medley    |       |       |       |       |       |       | F     | F     |       |       |
| 400 m medley    | F     | F     |       |       |       |       |       |       |       |       |
| 4×50 m frisim   |       |       |       |       | F     | F     |       |       |       |       |
| 4×50 m medley   |       |       |       |       |       |       |       |       | F     | F     |

| Datum → Gren ↓ | Ons 2 | Ons 2 | Tor 3 | Tor 3 | Fre 4 | Fre 4 | Lör 5 | Lör 5 | Sön 6 | Sön 6 |
| -------------- | ----- | ----- | ----- | ----- | ----- | ----- | ----- | ----- | ----- | ----- |
| 4×50 m frisim  |       |       |       |       |       |       | F     | F     |       |       |
| 4×50 m medley  |       |       | F     | F     |       |       |       |       |       |       |

## Medaljsummering

### Herrar
Totalt 40 grenar avgjordes under mästerskapen.
| Disciplin       | Guld                                                                      | Guld          | Silver                                                               | Silver   | Brons                                                                  | Brons         |
| Distans         | Tävlande                                                                  | Tid           | Tävlande                                                             | Tid      | Tävlande                                                               | Tid           |
| 50 m frisim     | Jevgenij Sedov (RUS)                                                      | 20,87         | Marco Orsi (ITA)                                                     | 20,92    | Sebastian Szczepanski (POL)                                            | 21,21         |
| 100 m frisim    | Marco Orsi (ITA)                                                          | 46,05         | Pieter Timmers (BEL)                                                 | 46,61    | Sebastian Szczepanski (POL)                                            | 46,87         |
| 200 m frisim    | Paul Biedermann (GER)                                                     | 1.42,68       | Pieter Timmers (BEL)                                                 | 1.42,85  | Glenn Surgeloose (BEL) · Vjatjeslav Andrusenko (RUS)                   | 1.43,55       |
| 400 m frisim    | Péter Bernek (HUN)                                                        | 3.35,46       | Paul Biedermann (GER)                                                | 3.35,96  | Gabriele Detti (ITA)                                                   | 3.37,22       |
| 1500 m frisim   | Gregorio Paltrinieri (ITA)                                                | 14.08,06 0VR0 | Gabriele Detti (ITA)                                                 | 14.18,00 | Henrik Christiansen (NOR)                                              | 14.23,60 0NR0 |
| 50 m ryggsim    | Tomasz Polewka (POL)                                                      | 22,96         | Chris Walker-Hebborn (GBR) · Simone Sabbioni (ITA)                   | 23,09    |                                                                        |               |
| 100 m ryggsim   | Radosław Kawęcki (POL)                                                    | 49,64         | Stanislav Donets (RUS)                                               | 50,30    | Chris Walker-Hebborn (GBR)                                             | 50,35         |
| 200 m ryggsim   | Radosław Kawęcki (POL)                                                    | 1.48,33 0MR0  | Yakov Toumarkin (ISR)                                                | 1.49,84  | Simone Sabbioni (ITA)                                                  | 1.50,75       |
| 50 m bröstsim   | Damir Dugonjič (SLO)                                                      | 26,20         | Adam Peaty (GBR)                                                     | 26,21    | Alexander Murphy (IRL) · Oleg Kostin (RUS)                             | 26,35         |
| 100 m bröstsim  | Marco Koch (GER)                                                          | 56,78         | Adam Peaty (GBR)                                                     | 56,96    | Giedrius Titenis (LTU)                                                 | 57,02         |
| 200 m bröstsim  | Marco Koch (GER)                                                          | 2.00,53 0MR0  | Dániel Gyurta (HUN)                                                  | 2.01,99  | Andrew Willis (GBR)                                                    | 2.02,76       |
| 50 m fjärilsim  | Andrij Hovorov (UKR)                                                      | 22,36         | Jauhen Tsurkin (BLR)                                                 | 22,56    | Aleksandr Popkov (RUS)                                                 | 22,69         |
| 100 m fjärilsim | László Cseh (HUN)                                                         | 49,33         | Matteo Rivolta (ITA)                                                 | 49,70    | Nikita Konovalov (RUS)                                                 | 50,28         |
| 200 m fjärilsim | László Cseh (HUN)                                                         | 1.49,00 0ER0  | Viktor Bromer (DEN)                                                  | 1.51,62  | Simon Sjödin (SWE)                                                     | 1.52,89 0NR0  |
| 100 m medley    | Sergej Fesikov (RUS)                                                      | 52,00         | Yakov Toumarkin (ISR)                                                | 52,62    | Andreas Vazaios (GRE)                                                  | 52,67         |
| 200 m medley    | László Cseh (HUN)                                                         | 1.51,36 0ER0  | Philip Heintz (GER)                                                  | 1.53,21  | Diogo Carvalho (POR)                                                   | 1.53,45       |
| 400 m medley    | Dávid Verrasztó (HUN)                                                     | 4.02,43       | Roberto Pavoni (GBR)                                                 | 4.02,69  | Gal Nevo (ISR)                                                         | 4.04,68       |
| 4×50 m frisim   | Ryssland Jevgenij Sedov Andrej Arbuzov Aleksandr Kliukin Nikita Konovalov | 1.23,49       | Italien Federico Bocchia Marco Orsi Giuseppe Guttuso Filippo Magnini | 1.24,44  | Belarus Jauhen Tsurkin Anton Latkin Viktar Staselovitj Artjom Matjekin | 1.25,01       |
| 4×50 m medley   | Italien Simone Sabbioni Fabio Scozzoli Matteo Rivolta Marco Orsi          | 1.31,71 0MR0  | Ryssland Andrej Sjabasov Oleg Kostin Aleksandr Popkov Jevgenij Sedov | 1.32,17  | Belarus Pavel Sankovitj Ilja Sjymanovitj Jauhen Tsurkin Anton Latkin   | 1.33,21       |

### Damer
| Disciplin       | Guld                                                                         | Guld         | Silver                                                                         | Silver  | Brons                                                                            | Brons   |
| Distans         | Tävlande                                                                     | Tid          | Tävlande                                                                       | Tid     | Tävlande                                                                         | Tid     |
| 50 m frisim     | Ranomi Kromowidjojo (NED)                                                    | 23,56        | Sarah Sjöström (SWE)                                                           | 23,63   | Jeanette Ottesen (DEN)                                                           | 23,94   |
| 100 m frisim    | Sarah Sjöström (SWE)                                                         | 51,37        | Ranomi Kromowidjojo (NED)                                                      | 51,59   | Veronika Popova (RUS)                                                            | 52,02   |
| 200 m frisim    | Federica Pellegrini (ITA)                                                    | 1.51,89      | Veronika Popova (RUS)                                                          | 1.52,46 | Femke Heemskerk (NED)                                                            | 1.52,81 |
| 400 m frisim    | Jazmin Carlin (GBR)                                                          | 3.58,81      | Katinka Hosszú (HUN)                                                           | 3.58,84 | Boglárka Kapás (HUN)                                                             | 3.59,02 |
| 800 m frisim    | Jazmin Carlin (GBR)                                                          | 8.11,01      | Boglárka Kapás (HUN)                                                           | 8.11,43 | Sharon Rouwendaal (NED)                                                          | 8.15,84 |
| 50 m ryggsim    | Katinka Hosszú (HUN)                                                         | 26,13        | Aleksandra Urbanczyk (POL)                                                     | 26,27   | Sanja Jovanović (CRO)                                                            | 26,45   |
| 100 m ryggsim   | Katinka Hosszú (HUN)                                                         | 55,42 0MR0   | Alicja Tchórz (POL)                                                            | 57,17   | Eygló Ósk Gústafsdóttir (ISL)                                                    | 57,42   |
| 200 m ryggsim   | Katinka Hosszú (HUN)                                                         | 1.59,84 0MR0 | Daria Ustinova (RUS)                                                           | 2.01,57 | Eygló Ósk Gústafsdóttir (ISL)                                                    | 2.03,53 |
| 50 m bröstsim   | Jenna Laukkanen (FIN)                                                        | 29,71        | Fanny Lecluyse (BEL)                                                           | 29,84   | Natalja Ivanjeva (RUS)                                                           | 29,99   |
| 100 m bröstsim  | Jenna Laukkanen (FIN)                                                        | 1.04,56      | Moniek Nijhuis (NED)                                                           | 1.05,21 | Viktoriya Zeynep Gunes (TUR)                                                     | 1.05,32 |
| 200 m bröstsim  | Fanny Lecluyse (BEL)                                                         | 2.18,49 0NR0 | Maria Astasjkina (RUS)                                                         | 2.19,69 | Viktoriya Zeynep Gunes (TUR)                                                     | 2.19,73 |
| 50 m fjärilsim  | Sarah Sjöström (SWE)                                                         | 24,58 0MR0   | Jeanette Ottesen (DEN)                                                         | 25,04   | Siliva Di Pietro (ITA)                                                           | 25,26   |
| 100 m fjärilsim | Sarah Sjöström (SWE)                                                         | 55,03 0MR0   | Jeanette Ottesen (DEN)                                                         | 55,68   | Alexandra Wenk (GER)                                                             | 56,43   |
| 200 m fjärilsim | Franziska Hentke (GER)                                                       | 2.03,01      | Lara Grangeon (FRA)                                                            | 2.03,85 | Alessia Polieri (ITA)                                                            | 2.04,37 |
| 100 m medley    | Katinka Hosszú (HUN)                                                         | 56,67 0VR0   | Siobhan-Marie O'Connor (GBR)                                                   | 57,65   | Marrit Steenbergen (NED)                                                         | 59,00   |
| 200 m medley    | Katinka Hosszú (HUN)                                                         | 2.02,53 0MR0 | Siobhan-Marie O'Connor (GBR)                                                   | 2.05,13 | Louise Hansson (SWE)                                                             | 2.07,96 |
| 400 m medley    | Katinka Hosszú (HUN)                                                         | 4.19,75      | Hannah Miley (GBR)                                                             | 4.26,87 | Lara Grangeon (FRA)                                                              | 4.27,31 |
| 4×50 m frisim   | Italien Silvia Di Pietro Erika Ferraioli Aglaia Pezzato Federica Pellegrini  | 1.36,05      | Nederländerna Inge Dekker Femke Heemskerk Tamara van Vliet Ranomi Kromowidjojo | 1.36,20 | Ryssland Rozalija Nasretdinova Veronika Popova Daria Kartasjova Natalia Lovtcova | 1.36,62 |
| 4×50 m medley   | Nederländerna Tessa Vermeulen Moniek Nijhuis Inge Dekker Ranomi Kromowidjojo | 1.44,85      | Sverige Louise Hansson Sophie Hansson Sarah Sjöström Magdalena Kuras           | 1.45,34 | Italien Elena Gemo Martina Carraro Silvia Di Pietro Erika Ferraioli              | 1.45,73 |

### Mix
| Disciplin     | Guld                                                                    | Guld         | Silver                                                                           | Silver  | Brons                                                                                | Brons   |
| Distans       | Tävlande                                                                | Tid          | Tävlande                                                                         | Tid     | Tävlande                                                                             | Tid     |
| 4×50 m frisim | Italien Federico Bocchia Marco Orsi Silvia Di Pietro Erika Ferraioli    | 1.29,26 0MR0 | Ryssland Jevgenij Sedov Nikita Konovalov Natalia Lovtcova Rozalija Nasretdinova  | 1.29,59 | Nederländerna Jesse Puts Ben Schwietert Inge Dekker Ranomi Kromowidjojo              | 1.30,03 |
| 4×50 m medley | Italien Simone Sabbioni Fabio Scozzoli Silvia Di Pietro Erika Ferraioli | 1.38,33 0MR0 | Ryssland Andrej Sjabasov Andrej Nikolaev Alina Kasjinskaja Rozalija Nasretdinova | 1.38,36 | Belarus Pavel Sankovitj Ilja Sjymanovitj Svjatlana Chochlova Aljaksandra Herasimenja | 1.39,03 |

Rekordförkortningar: 0VR0 Världsrekord, 0ER0 Europarekord, 0NR0 Nationsrekord, 0MR0 Mästerskapsrekord.

## Medaljligan
| Placering | Land           | Guld | Silver | Brons | Totalt antal medaljer |
| --------- | -------------- | ---- | ------ | ----- | --------------------- |
| 1         | Ungern         | 11   | 3      | 1     | 15                    |
| 2         | Italien        | 7    | 5      | 5     | 17                    |
| 3         | Tyskland       | 4    | 2      | 1     | 7                     |
| 4         | Ryssland       | 3    | 7      | 7     | 17                    |
| 5         | Polen          | 3    | 2      | 2     | 7                     |
| 5         | Sverige        | 3    | 2      | 2     | 7                     |
| 7         | Storbritannien | 2    | 7      | 2     | 11                    |
| 8         | Nederländerna  | 2    | 3      | 4     | 9                     |
| 9         | Finland        | 2    | 0      | 0     | 2                     |
| 10        | Belgien        | 1    | 3      | 1     | 5                     |
| 11        | Slovenien      | 1    | 0      | 0     | 1                     |
| 11        | Ukraina        | 1    | 0      | 0     | 1                     |
| 13        | Danmark        | 0    | 3      | 1     | 4                     |
| 14        | Israel         | 0    | 2      | 1     | 3                     |
| 15        | Vitryssland    | 0    | 1      | 3     | 4                     |
| 16        | Frankrike      | 0    | 1      | 1     | 2                     |
| 17        | Island         | 0    | 0      | 2     | 2                     |
| 17        | Turkiet        | 0    | 0      | 2     | 2                     |
| 19        | Grekland       | 0    | 0      | 1     | 1                     |
| 19        | Irland         | 0    | 0      | 1     | 1                     |
| 19        | Kroatien       | 0    | 0      | 1     | 1                     |
| 19        | Litauen        | 0    | 0      | 1     | 1                     |
| 19        | Norge          | 0    | 0      | 1     | 1                     |
| 19        | Portugal       | 0    | 0      | 1     | 1                     |
| Totalt    | Totalt         | 40   | 41     | 41    | 122                   |